# Detarioideae

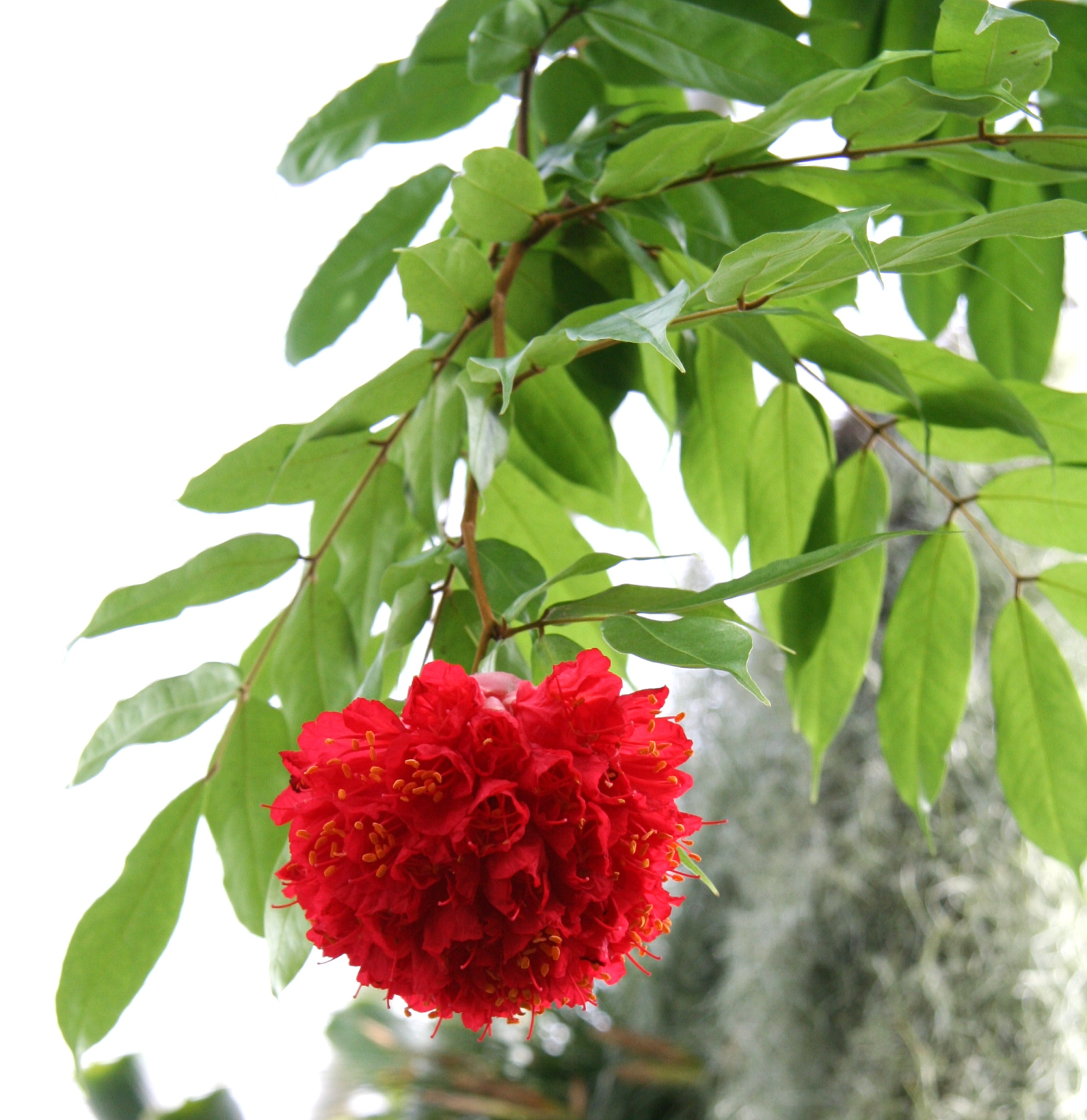
Květenství Brownea ariza

Detarioideae je podčeleď čeledi bobovitých, představující jednu z bazálních vývojových větví této čeledi. Zahrnuje dřeviny se zpeřenými listy a s drobnými i velkými a nápadnými květy. Podčeleď zahrnuje 84 rodů a asi 760 druhů a je rozšířena v tropech celého světa, zejména však v Africe. Některé druhy náležejí mezi významné zdroje dřeva. Tamarind indický a kurbaryl obecný jsou tropické stromy poskytující všestranný užitek. Amherstie sličná (Amherstia nobilis) a různé druhy rodu Brownea mají velké a nápadné květy a jsou v tropech pěstovány jako ceněné okrasné dřeviny.

## Popis
Zástupci podčeledi Detarioideae jsou po morfologické stránce dosti různorodí. Jsou to převážně beztrnné stromy, řidčeji keře a výjimečně polokeře. Listy jsou sudozpeřené nebo zdánlivě lichozpeřené, potom jsou jednotlivé lístky na vřeteni střídavé a báze koncového lístku je přesahována více či méně opadavým výběžkem vřetene. Výjimečně mohou být listy dvoulisté nebo pouze jednolisté.
Květy mohou být drobné a nenápadné i velké a velmi nápadné, pravidelné až zřetelně souměrné. Zpravidla jsou oboupohlavné, uspořádané v hroznech nebo latách.
V květech je vyvinuto miskovité až trubkovité receptákulum, u některých zástupců téměř chybí. Kalich je obvykle složen ze 4 nebo 5 lístků, přičemž 2 z nich jsou často srostlé. Korunních lístků je obvykle 5, u některých zástupců je počet nižší nebo mohou zcela chybět. Tyčinek je nejčastěji 10, řidčeji jiný počet (2 až mnoho), někdy jsou přítomna sterilní staminodia. Semeník je přisedlý nebo stopkatý, tvořený jediným plodolistem a obsahující 1 až mnoho vajíček. Plody jsou nejčastěji dřevnaté, pukavé lusky, řidčeji jsou plody nepukavé a dřevnaté či tenkostěnné, křídlaté (typu samara nebo vyplněné dužninou (tamarind, kurbaryl)

## Rozšíření
Podčeleď Detarioideae zahrnuje 84 rodů a asi 760 druhů. Na druhy nejbohatší rody jsou cynometra (Cynometra, 80-90 druhů), Macrolobium (asi 70-80 druhů) a Crudia (50-55 druhů). Zástupci tohoto tribu jsou rozšířeni v tropech celého světa a zřídka (např. v jižní Africe) přesahují i do subtropů. Největší zastoupení je v Africe, kde se vyskytuje celkem 58 rodů, přičemž 47 z nich je svým výskytem omezeno pouze na tropickou Afriku. Rody Cynometra, Crudia a Copaifera mají pantropické rozšíření.
Někteří zástupci této podčeledi dominují v tropických lesních společenstvech, např. Colophospermum mopane či Baikiaea plurijuga v suchých lesích některých oblastí Afriky.

## Obsahové látky
Pro zástupce podčeledi Detarioideae je charakteristický a jedinečný obsah bicyklických triterpenů.

## Taxonomie
Podčeleď Detarioideae se v taxonomii bobovitých nově objevuje v komplexní fylogenetické studii, vydané v roce 2017. V minulosti byly všechny rody této podčeledi řazeny do tribu Detarieae podčeledi Caesalpinioideae, od něhož byl někdy oddělován tribus Amherstieae. Podčeleď Detarioideae představuje podobně jako podčeleď Cercidoideae jednu z bazálních větví čeledi bobovité a je v současném pojetí monofyletická.

## Zástupci
- afzélie (Afzelia)
- amherstie (Amherstia)
- berlinie (Berlinia)
- brachystegie (Brachystegia)
- cynometra (Cynometra)
- danielie (Daniellia)
- eperua (Eperua)
- kopaiva (Copaifera)
- kurbaryl (Hymenaea)
- ladnokvět (Schotia)
- mopan (Colophospermum)
- saraka (Saraca)
- tamarind (Tamarindus)
- tvrdol (Detarium)[5]

## Význam
Mezi významnější okrasné dřeviny tropů náleží zejména Brownea a amherstie sličná (Amherstia nobilis), pro zajímavá květenství se pěstují různé druhy rodu saraka (Saraca). Pro dřevo jsou těženy zejména afzélie (Afzelia), berlinie (Berlinia), brachystegie (Brachystegia), mopan (Colophospermum mopane), kopaiva (Copaifera) a kurbaryl (Hymenaea).
Z kopaivy a kurbarylu je získávána pryskyřice známá jako kopál. Kurbaryl obecný (Hymenaea courbaril) a tamarind indický (Tamarindus indica) mají jedlou dužninu plodů a celkově mnohostranné využití.

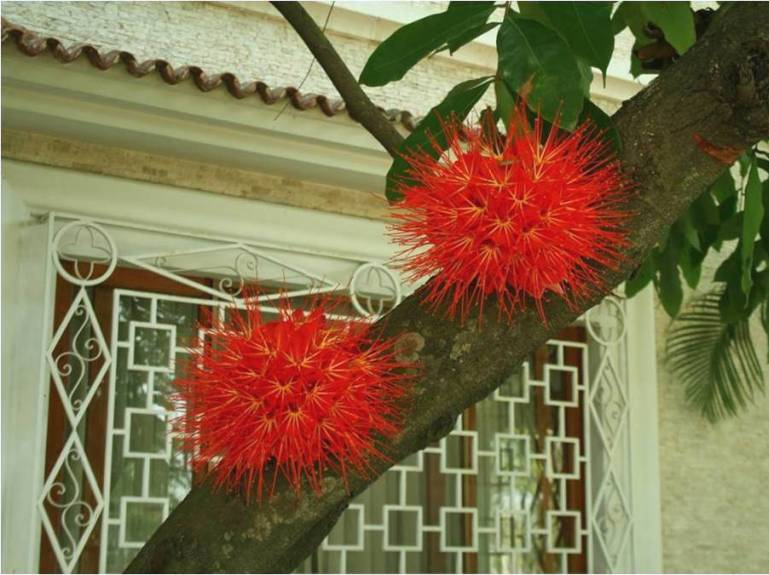
Kvetoucí Brownea macrophylla
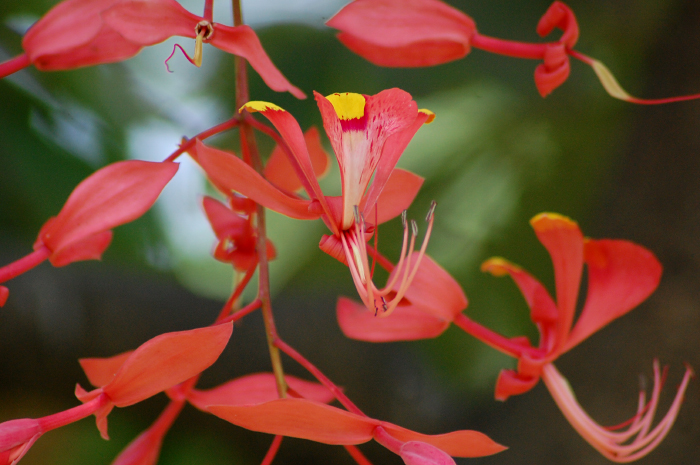
Květy amherstie sličné (Amherstia nobilis)
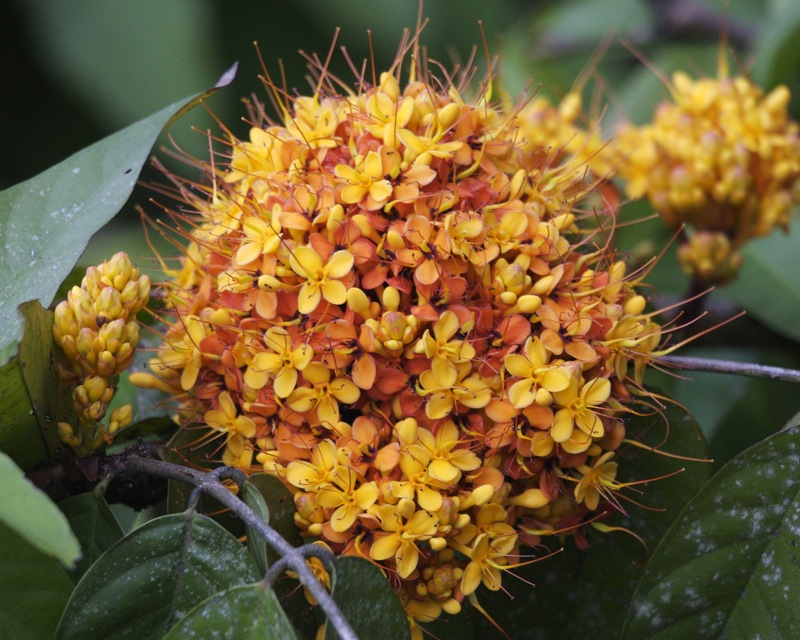
Květenství saraky Saraca thaipingensis
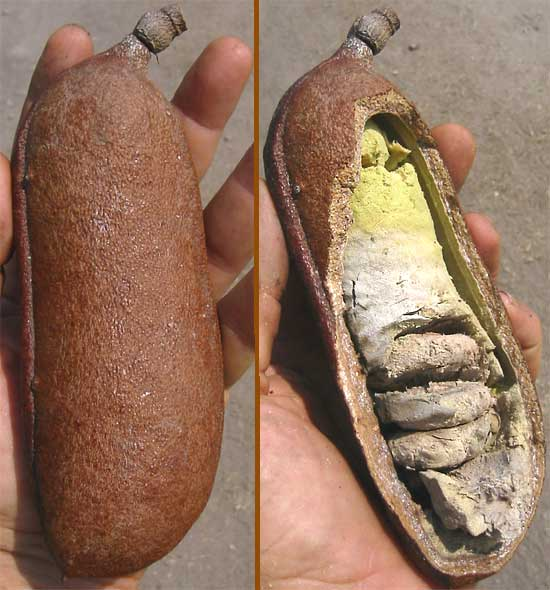
Plod kurbarylu obecného (Hymenaea courbaril)
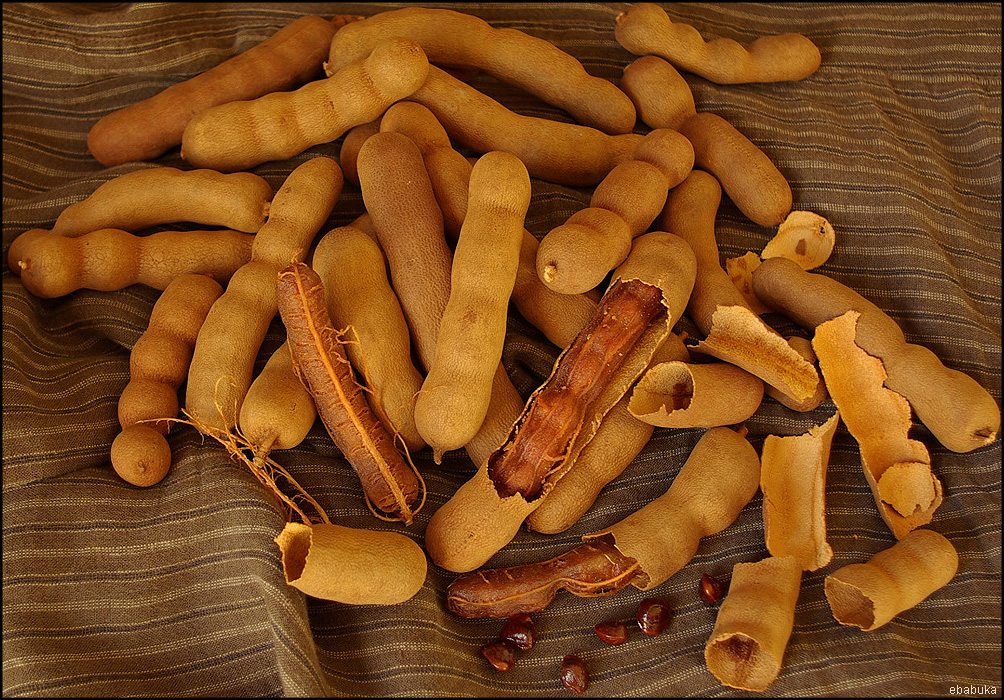
Plody tamarindu indického (Tamarindus indica)
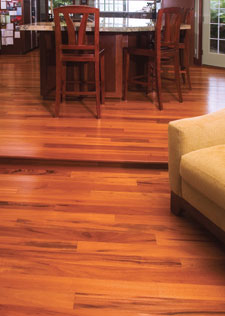
Podlaha ze dřeva kurbarylu

## Přehled rodů
Afzelia,
Amherstia,
Annea,
Anthonotha,
Aphanocalyx,
Augouardia,
Baikiaea,
Barnebydendron,
Berlinia,
Bikinia,
Brachycylix,
Brachystegia,
Brandzeia,
Brodriguesia,
Brownea,
Browneopsis,
Colophospermum,
Copaifera,
Crudia,
Cryptosepalum,
Cynometra,
Daniellia,
Detarium,
Dicymbe,
Didelotia,
Ecuadendron,
Elizabetha,
Endertia,
Englerodendron,
Eperua,
Eurypetalum,
Gabonius,
Gilbertiodendron,
Gilletiodendron,
Goniorrhachis,
Gossweilerodendron,
Guibourtia,
Hardwickia,
Heterostemon,
Humboldtia,
Hylodendron,
Hymenaea,
Hymenostegia,
Icuria,
Intsia,
Isoberlinia,
Isomacrolobium,
Julbernardia,
Kingiodendron,
Lebruniodendron,
Leonardoxa,
Leucostegane,
Librevillea,
Loesenera,
Lysidice,
Macrolobium,
Maniltoa,
Michelsonia,
Micklethwaitia,
Microberlinia,
Neoapaloxylon,
Neochevalierodendron,
Normandiodendron,
Oddoniodendron,
Oxystigma,
Paloue,
Paloveopsis,
Paramacrolobium,
Peltogyne,
Plagiosiphon,
Polystemonanthus,
Prioria,
Pseudomacrolobium,
Saraca,
Schotia,
Scorodophloeus,
Sindora,
Sindoropsis,
Stemonocoleus,
Talbotiella,
Tamarindus,
Tessmannia,
Tetraberlinia,
Zenkerella